# Polybromierte Naphthaline

Allgemeine Strukturformel von polybromierten Naphthalinen

Polybromierte Naphthaline (PBN) sind organische Verbindungen. Sie bestehen aus einem Naphthalin-Grundgerüst, bei dem Wasserstoffatome durch Bromatome ersetzt sind. Die allgemeine Summenformel lautet C10H8−(m+n)Brm+n, wobei m+n höchstens 8 sein kann. Es existieren 75 mögliche Kongenere, die sich in der Position und Anzahl der Bromsubstituenten unterscheiden.
Polybromierte Naphthaline entstehen u. a. bei der Herstellung von polybromierten Biphenylen als Verunreinigung.
Sowohl betreffend ihre Struktur als auch ihre Toxizität sind sie ähnlich wie die polychlorierten Naphthaline. Auch ihr Umweltverhalten ist ähnlich.